# Lista diviziunilor de recensământ din provincia Alberta
Lista diviziunilor de recensământ din provincia Alberta
| Div. | Populație | Suprafața (km²) | Densitate (/km²) | Localități comunități urbane | Teritorii speciale/rurale urbane |
| ---- | --------- | --------------- | ---------------- | ---------------------------- | --- |
| 1    | 78694     | 20526           | 3,8              | Medicine Hat                 | Cypress County Forty Mile County |
| 2    | 156536    | 17662           | 8,9              | Lethbridge                   | County of Lethbridge County of Newell Taber MD Warner County                                                                            |
| 3    | 38566     | 13866           | 2,8              | Claresholm                   | Cardston County Improvement District No. 4 Pincher Creek MD Willow Creek MD                                                             |
| 4    | 10078     | 21467           | 0,5              | Hanna                        | Acadia MD Special Area 2 Special Area 3 Special Area 4                                                                                  |
| 5    | 53263     | 16775           | 3,2              | Strathmore                   | Kneehill County Starland County Vulcan County Wheatland County                                                                          |
| 6    | 1311022   | 12646           | 103,7            | Calgary                      | Foothills MD Mountain View County Rocky View County                                                                                     |
| 7    | 40232     | 19210           | 2,1              | Wainwright                   | Flagstaff County Paintearth County Provost MD Stettler County Wainwright MD                                                             |
| 8    | 189243    | 9909            | 19,1             | Red Deer                     | Lacombe County Ponoka County Red Deer County                                                                                            |
| 9    | 21290     | 18922           | 1,1              | Rocky Mountain House         | Clearwater County |
| 10   | 93039     | 20450           | 4,5              | Lloydminster                 | Beaver County Camrose County Improvement District 13 Lamont County Minburn County Two Hills County Vermilion River County               |
| 11   | 1203115   | 15768           | 76,3             | Edmonton                     | Brazeau County Leduc County Parkland County Strathcona County Sturgeon County County of Wetaskiwin No. 10                               |
| 12   | 63427     | 30047           | 2,1              | Cold Lake                    | Bonnyville MD Lac La Biche County Smoky Lake County St. Paul County                                                                     |
| 13   | 68919     | 24374           | 2,8              | Whitecourt                   | Athabasca County County of Barrhead No. 11 Lac Ste. Anne County Thorhild County Westlock County Woodlands County                        |
| 14   | 28584     | 26965           | 1,1              | Hinton                       | Improvement District 25 Yellowhead County                                                                                               |
| 15   | 35983     | 28400           | 1,3              | Canmore                      | Bighorn MD Crowsnest Pass Improvement District 9 Improvement District 12 Jasper Kananaskis I.D. Ranchland MD                            |
| 16   | 67516     | 97255           | 0,7              | Fort McMurray                | Improvement District 24 Wood Buffalo |
| 17   | 61504     | 192116          | 0,3              | Slave Lake                   | Big Lakes MD Clear Hills County Northern Sunrise County Lesser Slave River MD Mackenzie County County of Northern Lights Opportunity MD |
| 18   | 14534     | 33205           | 0,4              | Grande Cache                 | Greenview MD |
| 19   | 109712    | 20520           | 5,3              | Grande Prairie               | Birch Hills County Fairview MD County of Grande Prairie Peace MD Saddle Hills County Smoky River MD Spirit River MD                     |